# Венгерская партия трудящихся
Венге́рская па́ртия трудя́щихся (венг. Magyar Dolgozók Pártja, MDP) — правящая партия Венгрии в 1948 — 1956 годах. Являлась преемницей Венгерской коммунистической партии и Социал-демократической партии Венгрии. Ориентировалась на тесный союз Венгрии с СССР и придерживалась марксистско-ленинской теории в её сталинском развитии. Фактически распалась и была официально распущена в период Венгерского восстания 1956 года. Преемницей ВПТ стала Венгерская социалистическая рабочая партия.

## История
Венгерская партия трудящихся была создана на Объединительном съезде ВКП и СДПВ 13 — 14 июня 1948 года в Будапеште, после того, как 12 июня одновременно открылись IV съезд Венгерской коммунистической партии и 37-й съезд Социал-демократической партии. Объединению предшествовали чистки рядов СДПВ, принятие 36-м съездом СДПВ (март 1948 года) марксизма-ленинизма как единственной идеологии и решение съезда об объединении с ВКП. В мае 1948 года были опубликованы проекты программы и устава объединённой партии.
Объединительный съезд избрал руководство ВПТ. Председателем ВПТ стал Арпад Сакашич, Генеральным секретарём — Матьяш Ракоши, заместителями Генерального секретаря — Янош Кадар, Дьердь Марошан и Михай Фаркаш.
Создание ВПТ завершило консолидацию коммунистического режима в Венгрии, которая была провозглашена Венгерской Народной Республикой. На выборах в Государственное собрание 15 мая 1949 года ВПТ и её союзники по Венгерскому народному фронту независимости получили 95,6 % голосов. Партия проводила курс на ускоренное создание тяжёлой промышленности, на кооперирование сельского хозяйства, вытеснение католической церкви из общественной жизни, национализацию всех отраслей экономики. В Венгрии было организовано социалистическое соревнование на производстве и стахановское движение.
Одновременно разворачивались репрессии как против политических противников, так и внутри партии. Производились интернирование или выселение людей по социальному признаку из городов. Внутри ВПТ в 1949 году репрессии обрушились на министра иностранных дел Ласло Райка и его сторонников. В 1950 году были репрессированы Арпад Сакашич и Дьёрдь Марошан, в мае 1951 года — Янош Кадар и министр иностранных дел Дьюла Каллаи.
После успешного и досрочного выполнения трёхлетнего плана, а также в связи с началом войны в Корее, в 1951 году II съезд партии пересмотрел контрольные цифры 1-й пятилетки и увеличил их по некоторым показателям в несколько раз. Ценой больших усилий и при помощи СССР были построены 65 крупных промышленных объектов, возникли целые отрасли промышленности, появились новые дороги, каналы и целые города — Сталинварош (Дунауйварош), Комло, Орослань, и пр.. Однако экономика уже начала своё падение — увеличивалась себестоимость продукции, транспорт не справлялся с перевозками, росли цены и снижалась заработная плата. Введение обязательных поставок в сельском хозяйстве привело к падению производства, сокращению посевов и дефициту продуктов.
Провал планов индустриализации и изменения в СССР после смерти И. В. Сталина привели к тому, что на пленуме Центрального руководства ВПТ 27 — 28 июня 1953 года Матьяш Ракоши был подвергнут критике и освобождён от поста главы правительства. Пост генерального секретаря был заменён постом первого секретаря ВПТ, который сохранили за Ракоши. Серьёзные позиции в партии занял новый глава правительства Имре Надь и его сторонники. Была проведена амнистия, прекращено интернирование и запрещено выселение из городов по социальному признаку. Имре Надь прекратил строительство множества крупных промышленных объектов. Капиталовложения были направлены на развитие лёгкой и пищевой промышленности, было ослаблено давление на сельское хозяйство, снижены цены на продукты и тарифы для населения.
Сворачивание индустриализации и кооперирования в сельском хозяйстве вызывали резкую критику со стороны Ракоши и его приверженцев. К тому же смещение в СССР главы правительства Г. М. Маленкова, выступавшего за приоритетное развитие лёгкой промышленности, ослабило позиции Надя. В марте 1955 года пленум Центрального руководства ВПТ осудил позицию Имре Надя, 14 апреля он был выведен из Центрального руководства и Политбюро ВПТ, а затем смещён с поста главы правительства. Контроль над партией и правительством вернулся к Матьяшу Ракоши.
Однако разоблачение в СССР культа личности Сталина и нарастание недовольства режимом внутри самой Венгрии в 1956 году привели к стремительному ослаблению власти ВПТ. По всей стране начались дискуссии, прошла волна реабилитаций. 21 июля пленум Центрального руководства партии освободил Ракоши от поста первого секретаря ВПТ, его преемником стал Эрнё Герё. Это не привело к ослаблению напряжённости и к октябрю недовольство вылилось в прямое восстание против режима Венгерской партии труда. 23 октября, в разгар восстания высшие органы ВПТ были реорганизованы, а Имре Надь занял пост главы правительства. В новый состав Политбюро вошли Антал Апро, Шандор Гашпар, Эрнё Герё, Андраш Хегедюш, Янош Кадар, Дьюла Каллаи, Карой Киш, И. Кебел, Дьёрдь Марошан, Имре Надь и Золтан Санто. Утром 25 октября Эрнё Герё был освобождён от поста Первого секретаря ВПТ и заменён Яношем Кадаром. 28 октября был создан Президиум Центрального руководства ВПТ под председательством Кадара. В него вошли также Антал Апро, Карой Киш, Ференц Мюнних, Имре Надь и Золтан Санто. Параллельно на местах сторонники Имре Надя начали создание Национально-коммунистической партии.
30 октября 1956 года, когда Имре Надь объявил по радио о ликвидации в Венгрии однопартийной системы, Президиум ЦР ВПТ принял решение о роспуске Венгерской партии труда. Одновременно было принято решение о создании Венгерской социалистической рабочей партии.

## Руководители партии
Председатель ВПТ
- Арпад Сакашич (12 июня 1948 — апрель 1950)

Генеральный секретарь Центрального Комитета ВПТ
- Матьяш Ракоши (12 июня 1948 года — 28 июня 1953 года)

Первый секретарь Центрального Комитета ВПТ
- Матьяш Ракоши (28 июня 1953 года — 21 июля 1956 года)
- Эрнё Герё (21 июля — 25 октября 1956 года)
- Янош Кадар (25 — 30 октября 1956 года)

## Съезды ВПТ
- Объединительный съезд (13 — 14 июня 1948 года, Будапешт) — основана Венгерская партия трудящихся.
- II съезд ВПТ (28 февраля — 2 марта 1951 года, Будапешт) — пересмотрел в сторону значительного увеличения контрольные цифры 1-го пятилетнего плана (1950—1954)
- III съезд ВПТ (24 — 30 мая 1954 года, Будапешт) — подвел итоги 1-й пятилетки, одобрил контрольные цифры 2-го пятилетнего плана (1955—1959). Обсудил вопрос Народного фронта.

После образования Венгерской социалистической рабочей партии съезды ВПТ засчитывались как IV, V и VI соответственно.

## Численность партии
- 1948 — 1 млн членов
- 1949 — 900 тыс. членов